# Gründerhammer
Gründerhammer ist eine Ortslage im Norden der bergischen Großstadt Remscheid in Nordrhein-Westfalen.

## Lage und Geografie

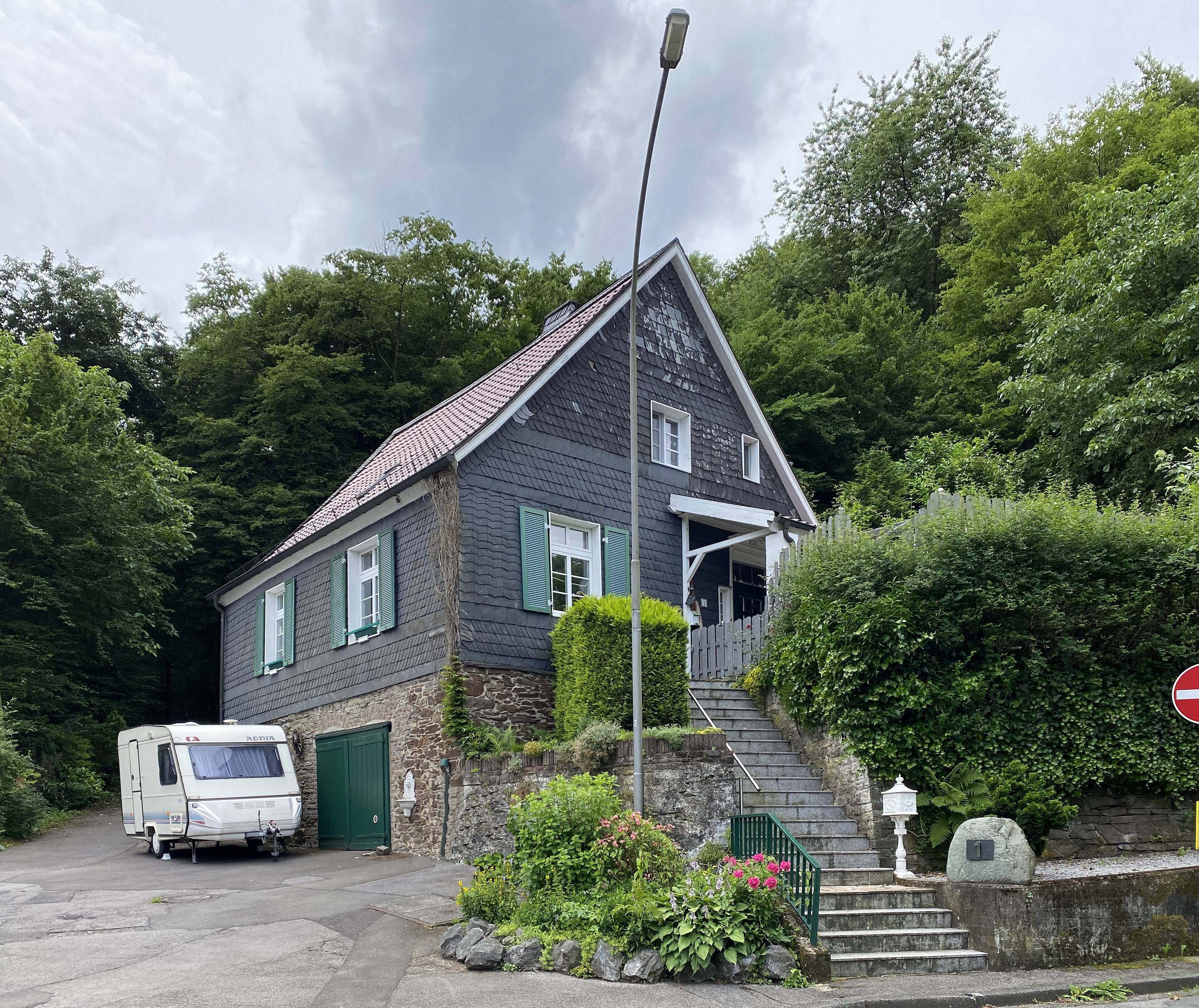
Baudenkmal Gründerhammer 1

Die Siedlung liegt im Morsbachtal auf 177 Metern über Normalnull zwischen Spelsberger Hammer und Clarenbach im Osten bzw. Platz und Gerstau im Westen. Sie liegt auf der Grenze der Stadtbezirke Lüttringhausen und Alt-Remscheid.  Die Ortschaft Grund befindet sich einige hundert Meter nördlich und gut 40 Höhenmeter oberhalb von Gründerhammer. Der Grunder Bach und der Ibach münden bei Gründerhammer in den Morsbach.
In Gründerhammer gab es schon in vorindustrieller Zeit Wasserhämmer,  Schmiede- und Schleifkotten, die die Wasserkraft der Bäche zur Metallverarbeitung nutzten. Ein ehemaliger Stauteich am Morsbach ist noch vorhanden.
So waren bis 1850 am Gründerhammer eine Eisenhütte und ein Reckhammer angesiedelt. Die beiden Eigentümer, Lutter im Grund und Wyrnke in der Siepen, trafen wegen der Nutzung der Wasserkraft des Morsbachs für ihre Betriebe vertragliche Vereinbarungen, die vor allem im Sommer bei geringerem Wasseraufkommen wichtig waren.
Heute befinden sich hier mehrere metallverarbeitende Betriebe und eine Lackfabrik. Außerdem sind hier einige Handwerksbetriebe ansässig. Ein Industrieunternehmen hat seine Betriebsflächen einschließlich einer fußgängerbrückenähnlichen Querung deutlich erweitert. 
Der Cronenberger Teckelklub hat hier nahe der Einmündung des Ibachs sein Übungsgelände, wo auch Zuchtschauen durchgeführt werden. Durch das Morsbachtal verlief parallel zu der Morsbachtalstraße (Landesstraße 216) die Ronsdorf-Müngstener Eisenbahn, die in erster Linie dem Transport der Rohstoffe bzw. Fertigwaren der Betriebe diente. In Gründerhammer befand sich eine Bahnstation. Heute verkehren im ÖPNV eine nur sporadisch bediente Stadtbuslinie und der Remscheider Bürgerbus. Eine Ampelanlage erleichtert den Straßenverkehr in vier Richtungen.
Neben anderen Wanderwegen verlaufen der im Rahmen der Regionale 2006 eingerichtete Erlebnisweg Morsbach sowie ein gekennzeichneter Radwanderweg an der Ortschaft vorbei.
Ehemals gab es hier das Ausflugslokal „Fliedergarten“ mit einem Teich und vielen Spielmöglichkeiten für Kinder.